# 湖南公立法政专门学校
湖南公立法政专门学校，是曾经存在的一所法政学校，1926年并入湖南大学。

## 历史沿革
1904年，湖南开办仕学馆。
1906年，仕学馆附设法政速成科，并创办湖南法政学堂。分为官校、绅校。
1908年，仕学馆法政速成科改为法政学堂官校，原法政学堂改为法政学堂绅校。
1910年，官校、绅校合并为湖南官立法政学堂。同年，私立景贤学堂改为景贤法政学堂。
1911年，湖南官立法政学堂因辛亥革命停办。
1912年，原绅校改名为湖南公立第一法政学校。同年，景贤法政学堂改名为湖南公立第二法政学校。
1913年，第一、第二法政学校合并，改名为湖南公立法政专门学校，原第二法政学校称为分校。
1914年，湖南公立法律专门学校并入湖南公立法政专门学校，称南分校，原第二法政学校称北分校。
1926年，湖南公立法政专门学校、湖南公立工业专门学校、湖南公立商业专门学校合并成立省立湖南大学。